# Prêmio Multishow de Música Brasileira 2016
O Prêmio Multishow de Música Brasileira 2016 foi realizado no dia 25 de outubro de 2016 com transmissão ao vivo pelo canal Multishow. A cerimônia teve a apresentação de Fábio Porchat e Tatá Werneck,  redação final de Bruno Motta e Daniel Nascimento com direção de Pedro Sechin e direção geral de Stella Amaral. A audiência bateu recordes históricos e o desempenho dos apresentadores e do texto foi elogiado pela críticia em geral. 

## Vencedores e indicados
Lista baseada em textos da Billboard Brasil e publicações do próprio Multishow. Os vencedores estão destacados em negrito.

### Voto popular
Melhor Música
- "Blecaute" – Jota Quest com a participação de Anitta
- "24 Horas por Dia" – Ludmilla
- "Chuva de Arroz" – Luan Santana
- "Não Me Deixe Sozinho" – Nego do Borel
- "Sosseguei" – Jorge & Mateus

Melhor Cantor
- Luan Santana
- Biel
- Lucas Lucco
- Tiago Iorc
- Wesley Safadão

Melhor Cantora
- Ivete Sangalo
- Anitta
- Ludmilla
- Paula Fernandes
- Sophia Abrahão

Melhor Grupo
- Henrique & Juliano
- Jorge & Mateus
- Onze:20
- Sorriso Maroto
- Turma do Pagode

Melhor Show
- Anitta
- Joelma
- Jorge & Mateus
- Luan Santana
- Paula Fernandes

Experimente
- Simone & Simaria
- Ferrugem
- Fly
- Maiara & Maraisa
- Matheus & Kauan

Melhor Clipe TVZ
- "Eu, Você, o Mar e Ela" – Luan Santana
  - Fernando Grostein Andrade, diretor
- "Bom" – Ludmilla
  - Felipe Sassi, diretor
- "Bang" – Anitta
  - Bruno Ilogti e Giovanni Bianco, diretores
- "Sou Fatal" – Sophia Abrahão
  - Thiago Calviño, diretor
- "O Mundo É Nosso" – MC Duduzinho
  - Raphael Vieira, diretor

Música Chiclete
- "Camarote" – Wesley Safadão
- "Aquele 1%" – Marcos & Belutti com a participação de Wesley Safadão
- "Bang" – Anitta
- "Química" – Biel
- "Tá Tranquilo, Tá Favorável" – MC Bin Laden com a participação de Lucas Lucco

### Superjúri
Melhor Hit
- "Playsom" – Baiana System
- "Bang" – Anitta
- "Zero" – Liniker e os Caramelows

Versão do Ano
- "Chico Buarque Song" – Céu
- "Quando Alguém Vai Embora" – Laura Lavieri & Diogo Strausz
- "Open Bar (Lean On)" – Pabllo Vittar

Melhor Clipe
- "Ai, Ai, Como Eu Me Iludo", O Terno
  - Alaska, diretor
- "Bang" – Anitta
  - Bruno Ilogti e Giovanni Bianco, diretores
- "Perfume do Invisível" – Céu
  - Esmir Filho, diretor

Música Boa ao Vivo
- "Lá vem o Brasil descendo a ladeira" – Teresa Cristina, Pitty & Baby do Brasil
- "Alegria, Alegria" – Caetano Veloso, Seu Jorge & Xande de Pilares
- "Se Você Pensa" – Skank, Lenine & Anitta

### Debate do superjúri
Revelação
- Liniker e os Caramelows
- As Bahias e a Cozinha Mineira
- Mahmundi

Canção do Ano
- "Maria da Vila Matilde – Elza Soares
- "Perfume do Invisível" – Céu
- "Varanda Suspensa" – Céu

Disco
- Duas Cidades – Baiana System
- Tropix – Céu
- A Mulher do Fim do Mundo – Elza Soares

### Prêmios técnicos
Melhor gravação de disco
- Tropix – Céu
- Duas Cidades – Baiana System
- MM3 – Metá Metá

Melhor direção de clipe
- "Perfume do Invisível" – Céu
  - Esmir Filho, diretor
- "Ai, Ai, Como Eu Me Iludo" – O Terno
  - Alaska, diretor
- "Culpa" – O Terno
  - Bruno Moreira e Bruno Shintate, diretores

Melhor fotografia de clipe
- "Perfume do Invisível" – Céu
  - Esmir Filho, diretor de fotografia
- "Culpa" – O Terno
  - Fabio Politi e Daniel Belinky, diretores de fotografia
- "Feliz e Ponto" – Silva
  - William Sossai, diretor de fotografia

Melhor capa de disco
- Mahmundi – Mahmundi
- Tropix – Céu
- MM3 – Metá Metá

## Apresentações especiais
| Artistas                          | Canção |
| --------------------------------- | --- |
| Jota Quest Anitta                 | "Blecaute" |
| Wesley Safadão                    | "Camarote" "Coração Machucado" |
| Ludmilla                          | "Bom" |
| Simone & Simaria                  | "Meu Violão e o Nosso Cachorro" |
| Paula Fernandes                   | "Piração" |
| Luan Santana                      | "Dia, Lugar e Hora" |
| Luan Santana Ivete Sangalo        | "Estaca Zero" "Zero a Dez" |
| Ivete Sangalo                     | "O Farol" |
| Nego do Borel                     | "Não Me Deixe Sozinho" |
| Tiago Iorc                        | "Amei Te Ver" |
| Anitta                            | "Show das Poderosas" Bang" Deixa Ele Sofrer" Ritmo Perfeito" Zen" Essa Mina É Louca" Cobertor" Meiga e Abusada" Blá Blá Blá" Sim ou Não" "Movimento da Sanfoninha" |
| Joelma                            | "Não Teve Amor" "Voando Pro Pará" |
| Marcos & Belutti                  | "Aquele 1%" |
| Lucas Lucco                       | "Batom Vermelho" "Mozão" Vai Vendo" "Tranquilo e Favorável" |
| Thiaguinho                        | "Vamo Que Vamo" |
| Ney Matogrosso                    | "Roendo as Unhas" |
| Dennis DJ, MC Nandinho e Nego Bam | "Malandramente" |